# Emil Engeler
Emil Engeler (* 2. August 1910 in St. Gallen; † 3. Dezember 1993 ebenda; heimatberechtigt in und somit Bürger von Guntershausen bei Berg) war ein Schweizer Künstler der Art brut. Er gab sich den Künstlernamen Angelus.

## Leben und Werk
Emil Engeler machte eine Lehre als Auto- und Motorradmechaniker. In den frühen 1930er-Jahren arbeitete er in einer Traktorenfabrik in Wil SG, danach bis zur Pensionierung in einer Druckmaschinenfabrik in Gossau SG. Schon in jüngeren Jahren kopierte er zusammen mit seinem Schwiegervater – einem Flachmaler – Landschaften und Stadtansichten. In den frühen 1970er-Jahren begann er mit eigenen künstlerischen Arbeiten. In seinen Zeichnungen, die der mit «Angelus» signierte, geht es sowohl um politische als auch um visionär-politische Themen. Ein Merkmal seiner Werke ist ein weitgehend symmetrischer Aufbau.
Werke von Engeler wurden in verschiedenen, auch monografischen Ausstellungen gezeigt. Die Kantonsbibliothek Appenzell Ausserrhoden in Trogen AR besitzt seinen Bildnachlass und ein umfangreiches Dossier über ihn.  Dank der 2014 erworbenen Sammlung von Mina und Josef John ist «Angelus» auch im Museum im Lagerhaus in St. Gallen mit einer Werkgruppe vertreten.

## Ausstellungen
- 1988 Ausstellung der Stiftung für schweizerische naive Kunst und art brut, Regierungsgebäude, St. Gallen (Gruppenausstellung)
- 2001 Zwischen Himmel und Heute. Visionen, Träume, Phantastereien, Kunsthaus Langenthal (Gruppenausstellung)
- 2015 Die Sammlung Mina und Josef John, Museum im Lagerhaus, St. Gallen (Gruppenausstellung)